# Bentley Blower No.1
El Bentley Blower No.1 es un automóvil de carreras, una versión del Bentley 4.5 Litros dotada de sobrealimentación. Fue desarrollado por iniciativa del piloto Tim Birkin para competir en las 24 Horas de Le Mans. Posteriormente, el coche se adaptó a su forma definitiva para disputar pruebas de velocidad en el circuito de Brooklands.
En junio de 2012, el coche fue subastado por la casa Bonhams durante el Festival de Velocidad de Goodwood, alcanzando un precio de 5.042.000 libras, convirtiéndolo en el coche británico más caro vendido hasta aquella fecha.

## Historia
Tim Birkin era uno de los Bentley Boys, descrito por Walter Owen Bentley, el patrón de Bentley Motors, como el mejor piloto británico de aquella época. Birkin ya había ganado las 24 Horas de Le Mans en 1929 al volante de un Speed Six formando equipo con Woolf Barnato, y buscaba un nuevo vehículo más potente con el que repetir su éxito, con la perspectiva de un Bentley sobrealimentado en mente.
Por su parte, W. O. Bentley estaba firmemente convencido de que la mejor solución para disponer de un coche más potente era desarrollar un modelo más grande, y el Bentley Speed Six era un coche realmente enorme, hasta el punto de que Ettore Bugatti lo describió como "el camión más rápido del mundo" ("Le camion plus vite du monde"). A pesar de la oposición de Bentley, en el invierno de 1926/7 ya se había ensayado en la fábrica un coche con motor de tres litros sobrealimentado.
En 1928, Birkin había llegado a la conclusión de que el futuro pasaba por conseguir más potencia en un modelo más ligero, por lo que propuso añadir un compresor al Bentley 4½ Litros. La compañía Bentley Motors rechazó el proyecto, así que Birkin determinó desarrollarlo por sí mismo.

## Desarrollo

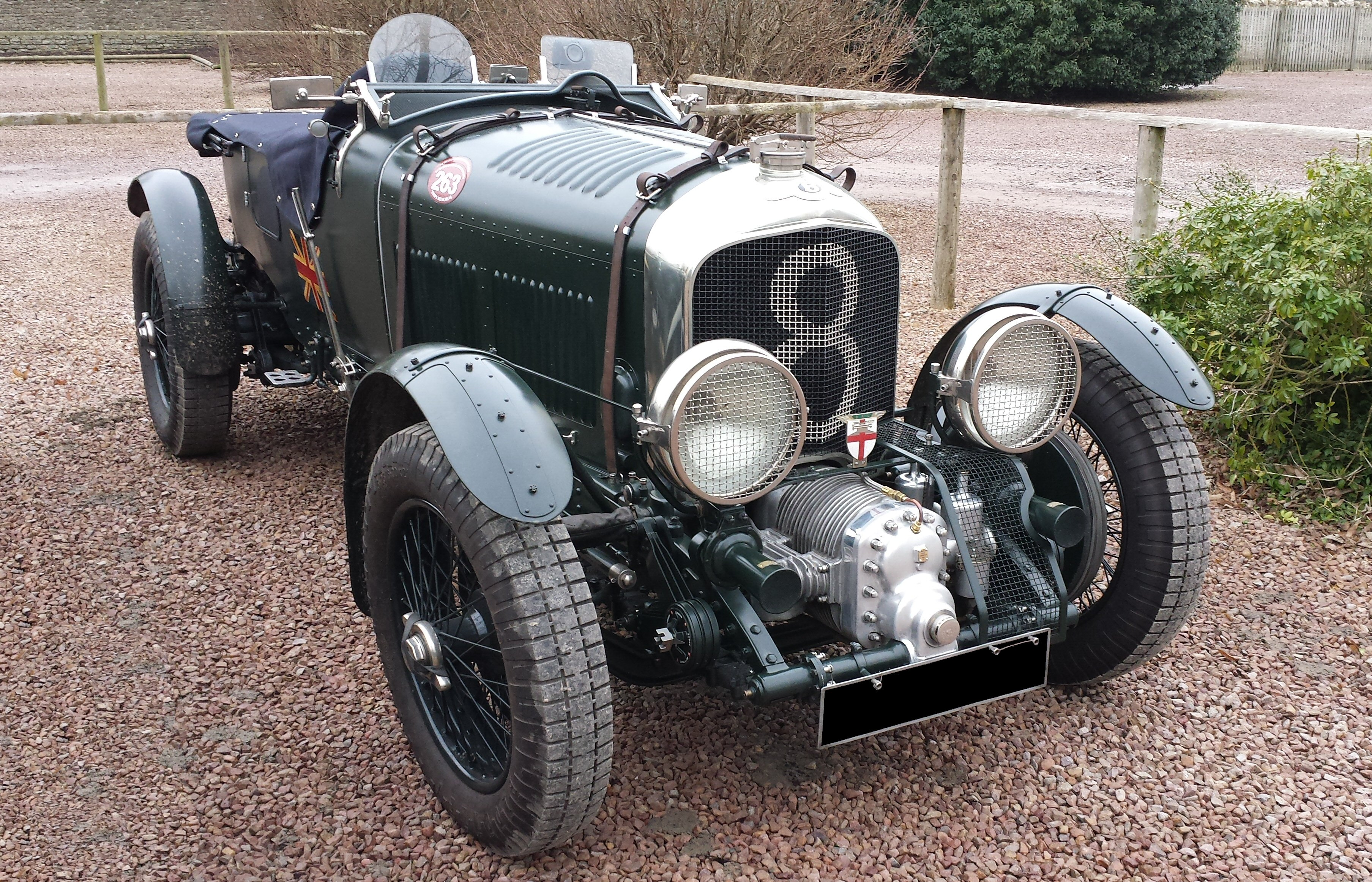
Blower Bentley de 1929

Birkin montó un taller en Welwyn Garden City, Hertfordshire con el respaldo financiero de Dorothy Paget, una rica criadora de caballos pura sangre entusiasta de las carreras. También contaba con la ayuda técnica de Clive Gallop y del especialista en compresores Amherst Villiers.
En la búsqueda de potencia, el motor del Bentley 4½ Litros tenía algunas ventajas de partida, como su árbol de levas en cabeza que activaba cuatro válvulas por cilindro inclinadas a 30 grados, un diseño técnicamente adelantado cuando la mayoría de los coches utilizaban tan solo dos válvulas por cilindro. Además, los depósitos del coche - radiador, aceite y gasolina - se abrían y cerraban con una palanca (sin necesidad de desenroscarlos). Esto permitía ganar tiempo durante las paradas técnicas en las carreras de resistencia.
El enorme compresor volumétrico tipo Roots (descrito con la palabra blower -soplador- que da nombre al coche) fue añadido delante del radiador, accionado directamente por el cigüeñal. Esto dio al Blower Bentley un perfil único y fácilmente reconocible, e incrementó su tendencia al subviraje. Una rejilla protegía los dos carburadores, situados en las tomas del compresor. Una protección similar era utilizada para el tanque de combustible trasero, para evitar su rotura (Frank Clement y John Duff sufrieron el impacto de una piedra que agrietó el depósito de gasolina durante las primeras 24 Horas de Le Mans, privándoles posiblemente de la victoria). El cigüeñal, los pistones y el sistema de lubricación eran especiales en el motor del Blower.
Estas adiciones y modificaciones incrementaron la potencia del modelo base:
- Modelo base: 110 CV ; 130 CV en la versión de competición.
- Blower: modelo touring 175 CV a 3500 rpm; modelo de competición 180 CV a 2400 rpm.

El Blower Bentley nació con más potencia que el modelo de 6½ Litros, a pesar de tener dos cilindros menos. El principal inconveniente era que consumía 4 litros de combustible por minuto circulando a la máxima velocidad.

## Producción
El No. 1 original tenía una capota de tela tensa extendida sobre un ligero bastidor de aluminio de tipo Weymann, cubriendo una carrocería de dos asientos. Esta configuración del techo, a pesar de su ligereza, presentaba una adecuada resistencia estructural ante el viento. Se presentó oficialmente en el Salón del Motor Internacional Británico de 1929, celebrado en el Olympia de Londres.
Debutó en competición el 29 de junio de 1929 en Essex, en la carrera de las Seis Horas de Brooklands. Aunque el automóvil inicialmente no demostró ser muy fiable mecánicamente, y a pesar de la conocida oposición de W.O. Bentley, Birkin pudo persuadirle con el apoyo de Woolf Barnato (que por entonces controlaba financieramente la compañía automovilística) para que se fabricaran cincuenta unidades del modelo sobrealimentado, cifra mínima imprescindible para que el coche fuera aceptado en Le Mans.
Además de estos coches de producción construidos por Bentley Motors, Birkin dispuso de un equipo de competición integrado por cuatro prototipos remodelados, más un coche de recambio:
- No. 1: un coche de pista para Brooklands, pero con luces delanteras y guardabarros.
- No. 2, 3 y 4: registrados para circular por carretera  (Núm.2 - GY3904; Núm.3 - GY3905).[13]
- No. 5: un quinto coche, registrado para carretera, construido con piezas sobrantes.

## Competición

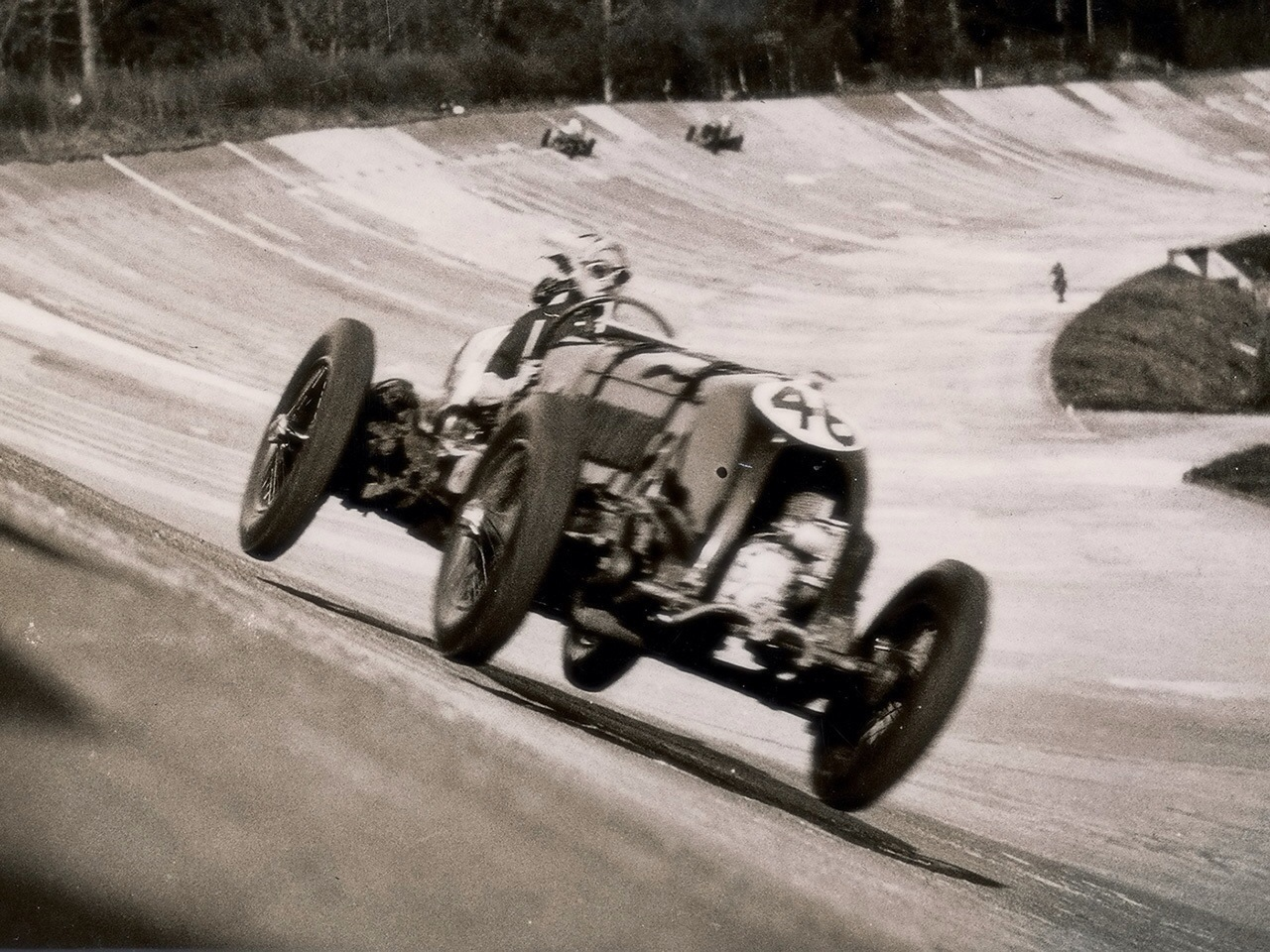
Blower No. 1 con Tim Birkin al volante (1929)

Mientras que el motor atmosférico de 4½ Litros era conocido por su gran fiabilidad, la versión sobrealimentada adoleció de numerosos problemas mecánicos.

### 1929
Birkin inscribió el No.1 en las 500 millas (800 km) de Brooklands, una prueba de resistencia. Durante la carrera, se incendió su carrocería de fibra debido a un tubo de escape agrietado. Se ganó el apodo del Acorazado de Brooklands, cuando después de apagar el fuego, Birkin mantuvo el coche en la carrera. A raíz de este incidente, Dorothy Paget pagó para el No.1 una carrocería de aluminio construida por Reid Railton, pintado con su color rojo "racing" característico.

### 1930

#### Le Mans
Los Blower no estuvieron listos para inscribirse en la edición de Le Mans de 1929, por lo que Birkin participó con un Speed Six, y solo dos de los Blower alcanzaron la línea de salida en 1930. Después de un épico duelo entre los Blower privados de Dudley Benjafield y Birkin frente a Rudolf Caracciola con su Mercedes SSK, los tres tuvieron que retirarse por problemas mecánicos, dejando la victoria al Bentley Speed Six del equipo de Barnato y Glen Kidston.

#### Gran Premio de Francia
Un cambio de reglamentación  dejó fuera a los equipos italianos, quedando copada la salida por los franceses: dieciséis Bugatti, dos Peugeot y un Delage entre los veinticinco participantes. Entre los pilotos figuraban Louis Chiron, Marcel Lehoux, el Conde Stanisław Czaykowski, Jean-Pierre Wimille, Philippe Étancelin y William Grover-Williams. Birkin no inscribió el No. 1, sustituido por otro de los Blower.
La distancia de la carrera era de 396 kilómetros. Los Bugatti iniciaron la prueba copando las cinco primeras posiciones, con Birkin en sexto lugar. Tras diversas averías y accidentes (Birkin llegó a utilizar su bocina para pedir paso a Chiron, cuyo coche tenía problemas mecánicos), Étancelin logró la victoria con su Bugatti Type 35, mientras que el Blower de Birkin adelantó al Bugatti de Zanelli en los últimos metros, logrando el segundo puesto.

### 1931
Bentley Motors se retiró de las carreras en 1930, poco antes de su adquisición por Rolls-Royce. Dorothy Paget retiró su soporte financiero al equipo de Birkin en octubre de 1930, aunque continuó apoyando al Blower No.1.
En 1930, el Daily Herald ofreció un trofeo para el conductor más rápido en una prueba organizada en Brooklands. El primer año, Birkin y Kaye Don compitieron en sendos Blower, siendo Kaye vencedor con un registro de 221.41 km/h. En 1932 fue Tim Birkin quien ganó, al conducir su Blower rojo Monoposto a 222.03 km/h.
El récord de la pista permaneció durante dos años, antes de ser batido por John Cobb conduciendo el Napier-Railton de 24 litros.

## Después de la muerte de Birkin
Tras la muerte de Birkin en junio de 1933, víctima de una septicemia provocada por unas quemaduras en su brazo sufridas en el Gran Premio de Trípoli, la familia vendió la mayoría de sus propiedades para aliviar su situación económica, incluyendo el Blower No.1. En los años 1970, fue comprado por el vinicultor, relojero, y gran coleccionista automovilístico George Daniels. En junio de 2012, tras la muerte de Daniels, el coche fue subastado por Bonhams, alcanzando un precio de 5.042.000 libras durante el Festival de Velocidad de Goodwood. Esto lo convirtió en el coche británico más caro hasta la fecha, batiendo el registro anterior de 3,5 millones de libras pagado en 2007 por un Rolls-Royce de 1904.